# Jesper Lützen
Jesper Lützen (* 8. Oktober 1951 in Svendborg) ist ein dänischer Mathematik- und Wissenschaftshistoriker.

## Leben
Lützen machte 1976 seinen Abschluss in Mathematik (mit Physik als Nebenfach) an der Universität Aarhus, wo er auch 1980 in Wissenschaftsgeschichte bei Kirsti Andersen promoviert wurde (Lizenziat). Im selben Jahr war er Gastwissenschaftler an der Yale University (bei Asger Aaboe) und wurde Lektor auf Zeit (eine temporäre Assistenzprofessoren-Stelle) an der Universität Odense und ab 1985 Lektor an der Universität Kopenhagen. 1990 wurde er an der Universität Kopenhagen habilitiert (Doctor Scientiarum). Er ist seit 1989 Dozent und seit 2005 Professor für Mathematikgeschichte an der Universität Kopenhagen in der Fakultät für Mathematik. Er war unter anderem Gastwissenschaftler in Utrecht (bei Henk Bos), Paris, am Dibner Institute des Massachusetts Institute of Technology und am Mittag-Leffler-Institut, am Caltech, der University of California, Santa Barbara, und an der University of Toronto.
Lützen beschäftigte sich mit der Vorgeschichte der Distributionentheorie (vor der eigentlichen Einführung durch Sergei Lwowitsch Sobolew um 1936 und Laurent Schwartz um 1950), Joseph Liouville (dessen Biographie er schrieb) und Heinrich Hertz und dessen Mechanik. Die Vorgeschichte der Theorie der Distributionen war auch gleichzeitig Thema seiner Dissertation.
1990 war er Invited Speaker auf dem Internationalen Mathematikerkongress in Kyōto (The birth of spectral theory - Joseph Liouville´s contributions). Seit 1993 ist er volles Mitglied der International Academy of the History of Science (zuvor ab 1988 korrespondierendes Mitglied) und er ist Mitglied der Königlich Dänischen Akademie der Wissenschaften (1996).
Er ist Mitherausgeber von Archive for History of Exact Sciences, Historia Mathematica und Revue d´histoire de Mathématique sowie der Buchreihe Arkimedes und der Sources and studies in the history of mathematics and physical sciences (Springer Verlag).
Seit 1986 ist er im dänischen nationalen Komitee für die Geschichte und Philosophie der Wissenschaften und seit 1990 der dänische Vertreter in der International Commission on the History of Mathematics. Er ist Mitglied der dänischen mathematischen Gesellschaft, Fellow der American Mathematical Society, der dänischen Gesellschaft für Wissenschaftsgeschichte (deren Präsident er 1995 bis 2006 war und deren Sekretär er seit 2007 ist) und der US-amerikanischen History of Science Society.
Er ist seit 1990 verheiratet und hat drei Töchter.

## Schriften
- Mechanistic images in geometric form: Heinrich Hertz´s principles of mechanics, Oxford University Press 2005
- The prehistory of the theory of distributions, Studies in the history of mathematics and the physical sciences, Band 7, Springer Verlag 1982
- Joseph Liouville 1809-1882. Master of pure and applied mathematics, Springer Verlag 1990
- Heaviside´s operational calculus and the attempts to rigorise it, Archive for History of Exact Sciences, Band 21, 1979, S. 161–200 doi:10.1007/BF00330405
- mit Henk Bos, Kirsti Andersen Træk af den matematiske analyses historie: En antologi af kilder og sekundær litteratur, Center for Vidensskabstudier, Universität Aarhus, 1987[2]
- mit Bos, Andersen Træk af den ikke-euklidiske geometris historie, Universität Aarhus, Center for Vidensskabstudier
- Interactions between mechanics and differential geometry in the 19th century, Archive for History of Exact Sciences, Band 49, 1995, S. 1–72.